# Telde (stolica tytularna)

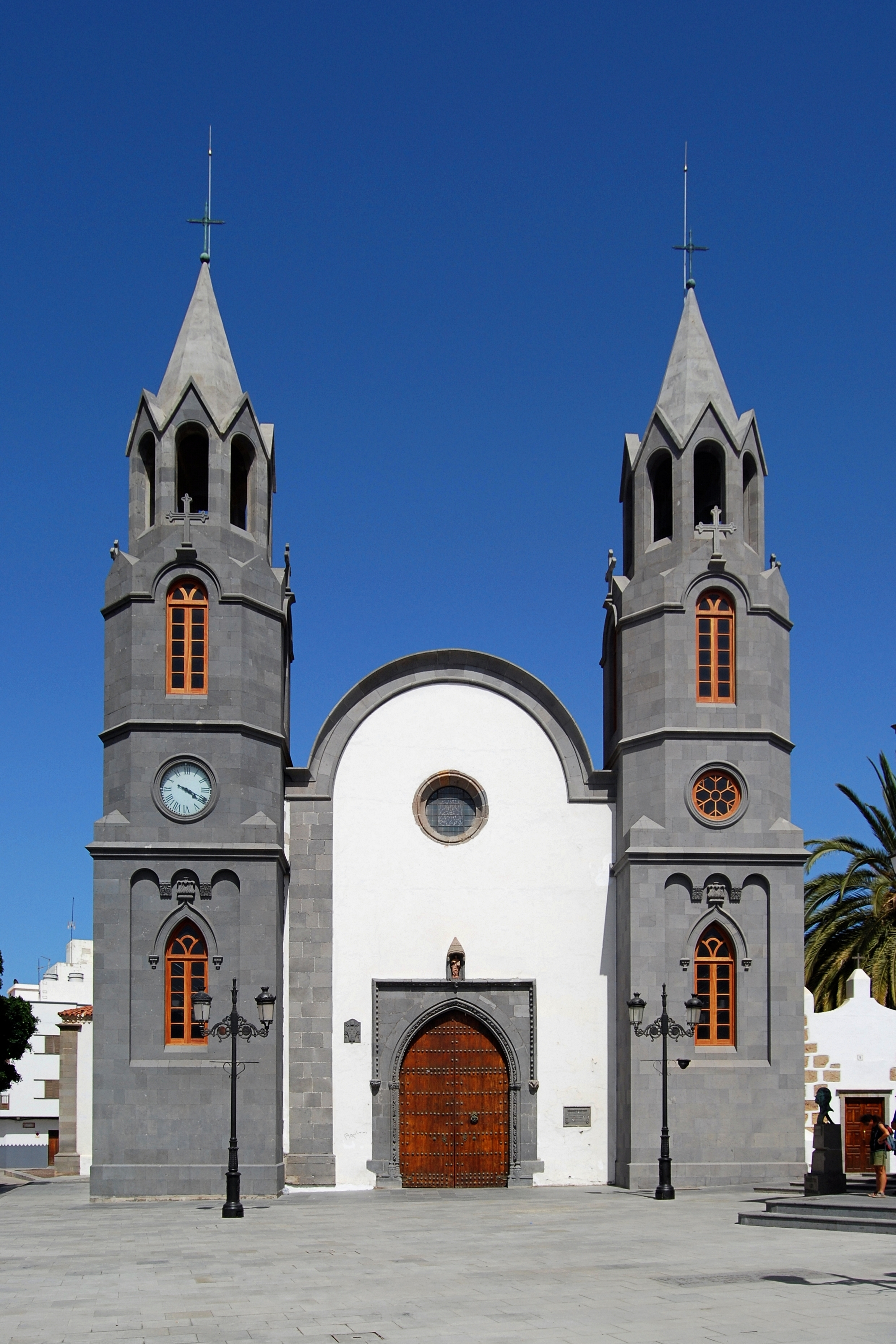
Kościół wzniesiony na miejscu dawnej katedry diecezjalnej w Telde

Telde (łac. Dioecesis Teldensis) – stolica historycznej diecezji w Hiszpanii, na Wyspach Kanaryjskich, sufragania metropolii Sewilla. Współczesne miasto Telde. 
Erygowana w 1351, zniesiona w 1441.
Obecnie katolickie biskupstwo tytularne ustanowione przez Pawła VI w 1969.

## Biskupi tytularni
| Lp. | Biskup           | Funkcja                               | Od                | Do          |
| --- | ---------------- | ------------------------------------- | ----------------- | ----------- |
| 1   | William Carew    | nuncjusz apostolski                   | 27 listopada 1969 | 8 maja 2012 |
| 2   | Giampiero Gloder | rektor Papieskiej Akademii Kościelnej | 21 września 2013  |             |